# 북평초등학교 (정선군)
북평초등학교는 대한민국 강원특별자치도 정선군에 있는 공립 초등학교이다.

## 학교 연혁
- 1973년 3월 28일 : 개교
- 학교를 위해 신경 써주신분: 김세황(2017~2020)

## 참고 자료
- 북평초등학교 - 한국교육학술정보원 학교알리미